# Aulnay-l'Aître
Aulnay-l'Aître é uma comuna francesa na região administrativa do Grande Leste, no departamento de Marne. Estende-se por uma área de 8.36 km², e possui 185 habitantes, segundo o censo de 2018, com uma densidade de 22 hab/km².